# 罠に堕ちた天使
罠に堕ちた天使（わなにおちたてんし、原題：Fallen Angel）は、1981年のアメリカ合衆国のテレビ映画。小児性愛と児童ポルノを取り扱った作品。
この作品は、プライムタイム・エミー賞の優秀ドラマ・スペシャル部門にノミネートされ、主演のダナ・ヒルがヤング・アーティスト賞の若手女優部門を受賞した。
日本では『ロリコンの罠に堕ちた天使』というタイトルでテレビ放送された。

## あらすじ
小学校を卒業したばかりの少女ジェニファーは父親を亡くし、今は母親のシェリー・彼女の再婚相手フランクと暮らしているが、ジェニファーはフランクを受け入れることができず、シェリーとは不仲になっていた。
ある日、ジェニファーはソフトボールチームのコーチであるハワードと出会い、彼と親しくなるが、実はハワードは小児性愛者のポルノ製造業者で、ジェニファーをモデルにしようと企んでいた。

## キャスト
※括弧内は日本語吹替（初回放送1985年3月21日 TBS『木曜ロードショー』）
- ジェニファー・フィリップス：ダナ・ヒル（渕崎ゆり子）
- シェリー・フィリップス：メリンダ・ディロン（野沢雅子）
- ハワード・ニコルズ：リチャード・メイサー（堀勝之祐）
- フランク・ドーソン：ロニー・コックス
- デニス：デヴィッド・ヘイワード
- フォスター夫人：ヴァージニア・カイザー
- ジェーンン・リッツォ：シェルビー・レベリントン
- デイビッド：アダム・ガン
- ジョン・クーパー警部補：ロナルド・G・ジョセフ
- トム：デヴィッド・ロード
- シモンズ：アーサー・ローゼンバーグ
- ヘザー：シェリー・ウィルス
- ミシェル：エリザベス・チェシャー
- 通りすがりの客：タマル・クーパー
- カウンターの客：ダン・マギエラ
- 客：バディ・ファーマー、バート・ヒンチマン、リチャード・ロックミラー
- カレン：ホリー・ヘンダーソン
- ジュリー：キャロル・リッピン
- アテンダント：ラルフ・メイヤリング・ジュニア
- バスケット選手：ローレンス・モラン
- デビー：アンジェリン・ピータース
- キャロル：ペルセファニー・シルヴァーソーン
- シャロン：ペネロペ・スドロー